# Louis Henry Correvon
Andreas Sprecher von Bernegg (15 de agosto de 1854, Yverdon-5 de noviembre de 1939 , Herisau) fue un naturalista, botánico, diseñador de jardines suizo, y autor de importantes manuales de flora alpina.

## Biografía
Henry Correvon estudió en Ginebra, Zúrich, Erfurt y París. Propietario del establecimiento de horticultura "Floraire" en Yverdon, fue un especialista de plantas alpinas, e hizo todos los esfuerzos para su protección con el establecimiento de jardines botánicos en Suiza, no solo por razones científicas, sino también económicas.
En 1911, con el botánico Andreas Sprecher exploraron Italia, subiendo los Montes Monte Tombea-Caplone, en Magasa.
Fue director del Jardín botánico "La Linnea", inaugurado en 1889 en Bourg-Saint-Pierre, en la carretera del Gran San Bernardo, del "Jardín alpino de Aclimatación" de Ginebra, que había creado en 1896 en la Exposición Nacional de "Ramberthia" en la Rochers de Naye Y el 29 de julio de 1897 participó en la Gran San Bernardo en la inauguración del "Jardín Alpino Botánico de Chanusia", del abad Pierre Chanoux, que entre otros le dio el nombre.

## Obra

### Algunas publicaciones
- Les Plantes des Alpes. Ginebra 1885

- Les fougères rustiques, 1890

- Les orchidées rustiques, 1893

- Les plantes alpines et de rocailles. París 1895

- Flora alpina tascabile per i turisti nelle montagne dell'Alta Italia, della Svizzera, della Savoja, del Delfinato, dei Pirenei, del Giura, dei Vosgi, etc., Note Tipografiche: Torino, Carlo Clausen, 1898

- Atlas de la flore alpine. Ginebra 1899

- Fleurs et montagnes, 1902

- Della cultura delle piante alpine nelle regioni secche e calde, Italia, 1904

- Nos arbres, 1906

- Flora alpina tascabile per i touristi delle Alpi e degli Appenini, 1907

- Con H. Massé,  Les iris dans les jardins ..., 1907

- Ferrovia elettrica Martigny-Orsières: [Guida illustrata], 1910

- The Alpine Flora. Londres 1911

- Les plantes des montagnes et des rochers: leur acclimatation et leur culture ..., 1914

- Album des orchidées d'Europe, 1923

- Con varios autores, Icones florae Alpinae plantarum, 1924

- Con Leonard Barron, Rock Garden and Alpine, N. York 1930

- Floraire, genèse et développement d’un jardin séculaire. Ginebra 1936

### Diseño de jardines
- Alpengarten La Linnaea, Grosser Sankt Bernhard 1889
- La Rambertia, Rochers de Naye 1896
- La Chanousia, Kleiner Sankt Bernhard 1897
- Parc des Bastions, Alpingarten, Ginebra 1936

## Honores

### Eponimia
- (Asteraceae) Doronicum correvoni Sennen[2]

- (Asteraceae) Ligularia correvoniana (Albov) Pojark.[3]

- (Caryophyllaceae) Silene correvonianus Albov[4]

- (Dipsacaceae) Scabiosa correvoniana Sommier & Levier[5]

- (Orchidaceae)  × Herorchiserapias correvonii (E.G.Camus & A.Camus) P.Delforge[6]
- La abreviatura «Correvon» se emplea para indicar a Louis Henry Correvon como autoridad en la descripción y clasificación científica de los vegetales.[7]